# Symplocarpus nipponicus
Symplocarpus nipponicus là một loài thực vật có hoa trong họ Ráy (Araceae). Loài này được Makino miêu tả khoa học đầu tiên năm 1928.